# Fortifications de Namur
Les fortifications de Namur comportent :
- l'enceinte de Namur ;
- le château médiéval puis la citadelle[1]se situe au confluent de la Sambre et de la Meuse ;
- les ouvrages de la position fortifiée de Namur des XIXe et XXe siècles :
  - Fort d'Andoy[2]
  - Fort de Cognelée[3]
  - Fort de Dave[4]
  - Fort d'Émines[5]
  - Fort de Maizeret[6]
  - Fort de Malonne
  - Fort de Marchovelette
  - Fort de Saint-Héribert
  - Fort de Suarlée